# Annie Lambrechts
Pour les articles homonymes, voir Lambrechts.
Annie Lambrechts est une championne belge de patinage à roulettes qui a remporté de nombreux titres.

## Biographie
Annie Lambrechts a été élue sportive belge de l'année en 1981.
Elle a remporté dix-neuf titres mondiaux entre 1964 et 1981 ainsi que deux médailles d'or aux Jeux mondiaux.

### Vie privée
Elle a été mariée à l'athlète André Dehertoghe (1941-2016).